# IJsbal

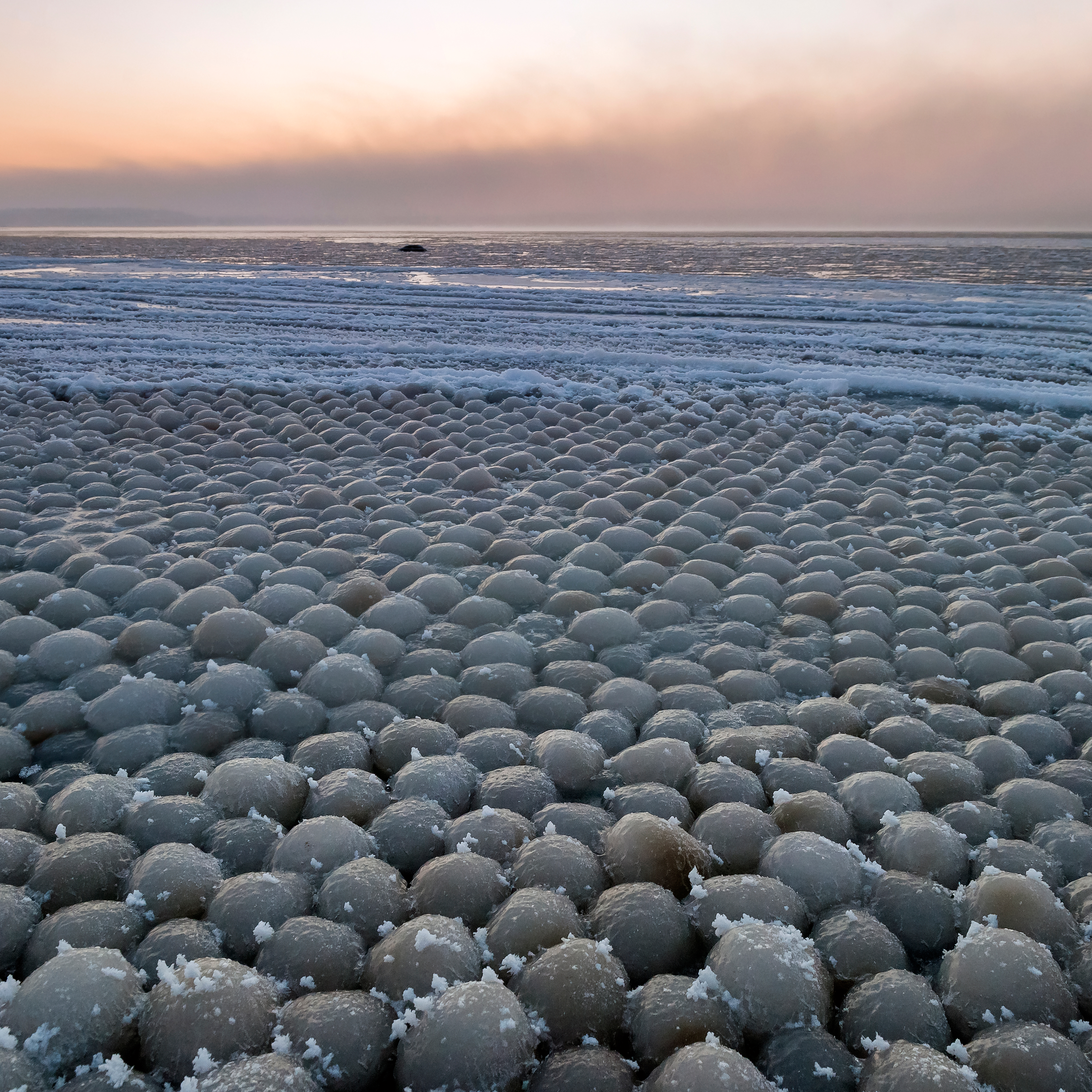
IJsballen aan de Estse kust

IJsballen zijn tot ongeveer 30 cm grote bollen, bestaande uit sneeuw en ijs. IJsballen vormen in Nederland een zeldzaam natuurverschijnsel.
Zij ontstaan uitsluitend onder zeer specifieke weersomstandigheden; zodra ijs dat nog niet helemaal hard is in beweging komt door invloed van de wind, de contouren van de kust en temperatuurschommelingen, kunnen dergelijke ballen gevormd worden. Het heeft ook te maken met het soort sneeuw, dat op de kuststrook c.q. strand gevallen is. Voorwaarde voor de vorming is onder meer dat de sneeuw, waaruit de ballen zijn gevormd, niet te plakkerig mag zijn en dat de temperatuur niet te laag is.
Op sommige plekken in de wereld, zoals het Amerikaanse Lake Michigan, komen de ballen vaker voor. In 2016 was het verschijnsel aan de oever van de Obboezem in de Russische plaats Nyda te zien en op 12 december 2017 lagen, na hevige sneeuwval en harde wind, duizenden ijsballen op het strand van Huizen.
 IJsballen kunnen een diameter van 30 cm of meer hebben.